# Capo del Governo del Marocco
Il Primo ministro del Marocco (ufficialmente Capo del governo) è il capo del governo del Marocco e ricopre la funzione di un primo ministro in altre monarchie costituzionali. Il primo ministro è scelto dal re del Marocco dal più grande partito eletto in parlamento. La Costituzione del Marocco conferisce poteri esecutivi al governo e consente al capo del governo di proporre e licenziare membri del gabinetto, governatori provinciali e ambasciatori, di supervisionare i programmi governativi e la fornitura di servizi pubblici e di sciogliere la camera bassa del parlamento con l'approvazione del re.
Un primo ministro di recente nomina è responsabile della formazione del governo che guiderà conducendo negoziati tra il re e il parlamento per stabilire gli incarichi ministeriali. Fino a quando il nuovo governo non viene approvato dal re e assume ufficialmente la carica, il parlamento approva e sovrintende ai programmi governativi e al servizio pubblico. Non ci sono limiti costituzionali al mandato di un primo ministro e molti hanno esercitato più termini non consecutivi.
A differenza dei tipici sistemi presidenziali in cui il presidente è il leader più elevato del ramo esecutivo ed è considerato sia capo del governo che capo dello stato, il capo dello stato marocchino è il re che detiene un sostanziale potere discrezionale sul ramo esecutivo e ha autorità esclusiva sui militari, la religione e la magistratura.
Ci sono cinque ex primi ministri del Marocco viventi. Ahmed Osman (nato nel 1930), Driss Jettou (nato nel 1945), Abbas El Fassi (nato nel 1940) e Abdelilah Benkirane (nato nel 1954).